# Marek Kotwica

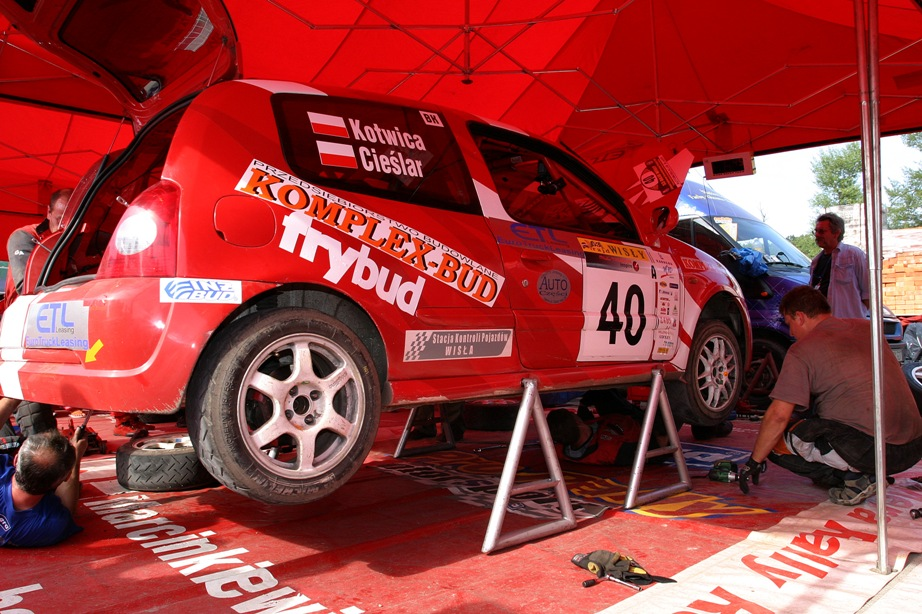
Rajd Wisły 2006

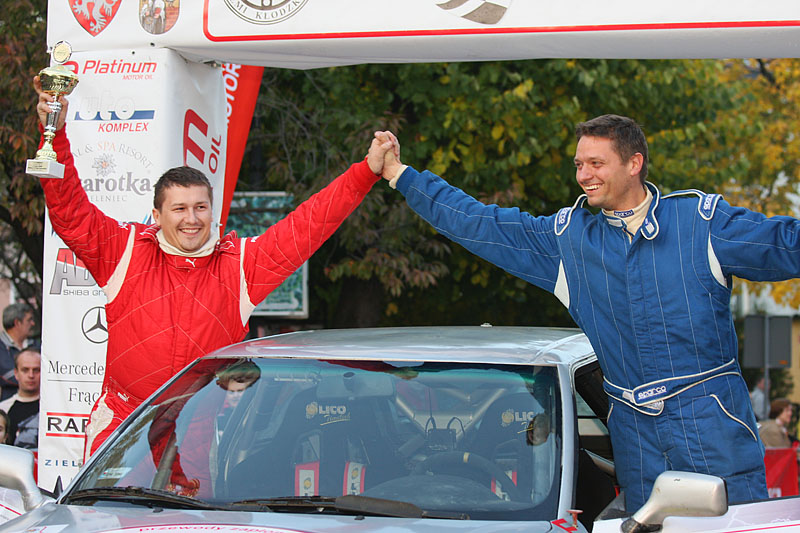
Rajd Dolnośląski 2008

Marek Kotwica (urodzony 7 października 1976 w Bielsku-Białej) – polski pilot rajdowy.
Debiutował w rajdach samochodowych w 1999 roku za kierownicą Fiata 126p podczas 27 Rajdu Barbórka Cieszyńska. Pilotował go wówczas Mariusz Skoczylas. Załoga ukończyła rajd na 9 miejscu w klasie A-FSM.
W tym samym roku zadebiutował również na fotelu pilota u boku Sebastiana Żabińskiego w Fiacie Cinquecento Sporting podczas 1 Rajdu Śnieżki. Na trasach wokół Jeleniej Góry zajął 3. miejsce w klasyfikacji generalnej.
Obecnie regularnie startuje w Rajdowym Samochodowym Pucharze PZM (obecnie Rajdowy Puchar Polski) oraz Rajdowych Samochodowych Mistrzostwach Polski.
Dotychczas pilotował kierowców:
- Sebastian Żabiński,
- Zbigniew Cieślar,
- Piotr Połeć,
- Filip Gęca,
- Adrian Mikiewicz,
- Krzysztof Możyszek.

Startował samochodami rajdowymi:
- Fiat 126p klasa A-FSM,
- Fiat Cinquecento Sporting klasa N1,
- Renault Clio II Sport klasa A7,
- Citroën AX Sport klasa N1,
- Opel Astra GSI klasa A7,
- Audi S2 Quattro klasa HR13.

## Pierwsze starty
- Rajdowe Samochodowe Mistrzostwa Okręgu – 27 Rajd Barbórka Cieszyńska 1999 – pilot Mariusz Skoczylas.
- Rajdowe Samochodowe Mistrzostwa Okręgu – 1 Rajd Śnieżki 1999 – kierowca Sebastian Żabiński.
- Rajdowy Samochodowy Puchar PZM – 53 Rajd Wisły 2006 – kierowca Zbigniew Cieślar.
- Rajdowe Samochodowe Mistrzostwa Polski (RSMP) 2008 – 44 Rajd Krakowski – kierowca Krzysztof Możyszek.

## Osiągnięcia
- 1999: 9. miejsce w klasie A-FSM – 26 Rajd Barbórka Cieszyńska
- 1999: 3. miejsce w klasyfikacji generalnej – 1 Rajd Śnieżki
- 2006: 5. miejsce w klasyfikacji generalnej – 53 Rajd Wisły
- 2006: 3. miejsce w klasie A7 – 53 Rajd Wisły
- 2007: 4. miejsce w klasie A7 – 7 Rajd Śnieżki
- 2007: 6. miejsce w klasie A7 – 17 Rajd Dolnośląski
- 2007: 8. miejsce w klasyfikacji generalnej – 17 Rajd Dolnośląski
- 2008: 2. miejsce w klasyfikacji samochodów historycznych – 36 Rajd Elmot
- 2008: 1. miejsce w klasie HR-13 – 36 Rajd Elmot
- 2008: 1. miejsce w klasyfikacji samochodów historycznych – Rajd Orlen
- 2008: 1. miejsce w klasie HR-13 – Rajd Orlen
- 2008: 1. miejsce w klasyfikacji samochodów historycznych – Platinum 18 Rajd Dolnośląski
- 2008: 1. miejsce w klasie HR-13 – Platinum 18 Rajd Dolnośląski